# 부양 (대한민국 민법)
대한민국 민법상 부양(扶養)이라 함은 혼자의 힘으로 생계를 유지할 수 없는 친족에 대해 도와주는 것이므로 어떤 방법으로 도와주든 관계없다. 즉 부양받아야 할 사람을 맡아서 생활보장을 시켜줄 수도 있고, 생활비를 지급하거나 물질적인 도움을 줄 수도 있다.
이와 같이 부양의 정도와 방법은 구체적인 사정에 따라 정해져야 하므로 우선 당사자의 협정에 의하고, 협정이 이루어지지 않으면 당사자가 가정법원에 의뢰함으로써도 결정할 수 있다. 이때 가정법원은 부양받을 사람의 생활정도, 부양의무자의 자력 그 밖의 여러 사정을 참작하여서 결정한다(977조).이와 같은 협정이나 판결이 있은 후, 만약 당사자의 사정에 변경이 있을 때에는 이를 취소 또는 변경할 수도 있다.
또, 부양에 관한 결정은 반드시 이행되어야 하므로, 부양의무자에게 부과된 부양료 지급의무에 관해 강제 집행을 할 수 있다(가심 29조 1항). 뿐만 아니라 가사심판법은 이행을 확보하기 위해 가압류·가처분·이행권고·이행명령 등의 제도를 마련하고 있다(가심 36조-40조 참조).

## 의무
헌법 34조에는 인간다운 생활을 할 권리를 국민의 기본권으로 밝히고, 독립하여 생활을 할 능력이 없는 사람에 대해서는 국가가 생활을 보장하도록 사회보장에 관한 많은 법률이 제정되어 있다. 그러나 국가의 경제 현실에 비추어 그 실효를 별로 기대할 수 없으므로 민법상의 부양의무가 제1차적인 사회정책적 의의를 지니고 있다고 볼 수밖에 없다.
민법상 부양의무라는 것은 친족 사이에 인정되는 생활보장의 의무를 말한다. 이는 그 부양정도에 따라 생활 유지의 부양과 생활 부조의 부양으로 나뉜다. 일반적으로 친족부양(제974조 이하)이라고 하면 생활 유지의 부양을 의미한다.

### 생활 유지를 위한 부양 (1차적 부양)
부부 사이, 친자 특히 부모와 미성년의 자녀 사이의 부양의무를 말한다. 이는 공동생활에 의하여 본질적으로 요청되는 관계이므로 한 개의 빵이라도 나누어 먹어야 할 관계이다.

#### 생활 부조(扶助)를 위한 부양 (2차적 부양)
협의의 부양이라고도 하는데, 자기의 생활에 여유가 있는 경우 일반친족에게 최소한도의 생활을 보장시켜 주는 관계이다. 이는 사회보장의 대체물이므로 누구도 자기의 생활을 희생해가면서까지 부양의무를 질 수는 없다.

## 의무자와 권리자
부양의 의무를 지거나 권리를 주장할 수 있는 자를 부양당사자라 한다. 친족 중에서 부양관계에 서는 사람은 법률에 의해 한정된다(974조).
- 부모와 성인이 된 자녀 사이와 같은 직계혈족 및 시부모와 며느리, 처부모와 사위 같은 직계혈족의 배우자간에는 생활부조를 할 부양의무가 있다.
- 앞의 경우에 해당되지는 않더라도 생계를 같이하는 친족이 있을 때에는 그와의 촌수가 멀거나 가깝거나 관계 없이 부양관계에 선다.

이상의 두 가지로 부양관계를 한정시키고 있기 때문에, 아무리 가까운 형제자매 사이라 하더라도 배우자와 가족의 관계에 있지 않거나 또는 생계를 같이하지 않는 한 서로 부양의무가 없으며 부양청구를 할 수 없다.

## 청구권
부양권리자가 부양의무자에 대해 자기의 생활보장을 위한 금전 기타의 경제적 급부를 청구할 수 있는 권리를 말한다. 부양청구권은 재물의 급여를 목적으로 하는 청구권이기는 하나 친족관계를 기초로 한 것이므로 다음과 같은 특색을 가진다. 즉, 이것은 일신전속권이기 때문에 대신해서 행사할 수 없고, 상속을 할 수 없으며, 양도나 포기도 할 수 없다(979조, 1005조).
또한 강제집행에 의해 압류당하지도 않는다. 만약 부양받을 권리가 제3자에 의해 침해되었을 때에는 그 제3자에 대해 손해배상 청구를 할 수도 있다(750조). 부양청구권의 행사에 의해 구체적으로 부양의무가 생긴다. 청구권을 행사하기 위해서는 우선 부양을 청구하려는 자로서 생활유지 능력이 없는 한편, 부양의무자에게는 부양할 수 있는 여유가 있어야 한다(975조).

## 순위
부양을 할 의무가 있는 사람과 부양을 받을 권리가 있는 사람이 각각 한 사람씩일 때에는 별문제가 없겠지만, 한 쪽에 여러 명이 있을 때에는 그 순서를 정해야 한다. 민법은 그 순위에 관해 규정하지 않고 있으므로 실제의 사정을 고려하여 융통성 있게 정할 수가 있다. 즉, 어떤 사람에 대해 부양을 할 의무가 있는 사람이 여러 명일 때에는 부양의무자의 순위에 관해 우선 당사자 사이의 협정에 의해서 정하도록 한다.
또, 만약 협정이 이루어지지 않거나 협정할 수 없을 때에는 제2단계로서 가정법원이 당사자의 청구에 의해 정하도록 한다. 이때 반드시 한 사람에게만 부양의무를 전담시켜야 하는 것은 아니고 공동부담도 무방하다(976조).
부양을 받을 권리 있는 사람이 여럿인 경우 부양의무자의 자력이 그 전부를 부양할 수 없는 때에는 위와 같은 방법에 의해 권리자를 정한다. 당사자의 협정이나 법원의 심판이 있은 후 사정의 변경이 생긴 때에는 법원은 당사자의 청구에 의해 그 협정이나 판결을 취소 또는 변경할 수 있다(978조).